# معركة الحلة (2003)
معركة الحله وهي معركة بين فرقة المدينة المنورة (فقرة من الحرس الجمهوري العراقي) وبين القوات الامريكية اثناء غزو العراق . قبل حرب العراق ، كانت مدينة الحلة القديمة موطنا للعديد من القواعد لفرقة المدينة المنورة العراقية، التابعة للحرس الجمهوري العراقي وبما ان الهدف الرئيسي لغزو العراق كان تعطيل الحرس الجمهوري،فقد جعل هذا من الحلة هدفا مهما لقوات التحالف،فضلا عن حقيقة از الحلة تقع في طريق تقدم التحالف المخطط له نحو النجف

## المعركة
بدأ القتال في الحلة يوم 31 مارس 2003، عندما دخل فصيل من الفرقة 101 المحمولة جواً الأمريكية، وهم يركبون فوق دبابات من كتيبة الدروع 2-70، إلى جنوب الحلة قادمين من الكفل، وذلك حوالي الساعة 06:00 بتوقيت AST. تقدمت القوات الأمريكية عبر الطريق السريع 8، بدعم من الغطاء الجوي. وفي الساعة 06:30، تعرضت مروحية أمريكية من طراز AH-64 لإطلاق نار من جنود عراقيين متمترسين في خنادق، وبحلول 06:40، كانت القوات الأمريكية قد انخرطت في اشتباكات مع مشاة عراقيين. تلا ذلك قتال حضري عنيف للغاية مع تقدم قوات التحالف إلى داخل الحلة، تحت نيران قوات الحرس الجمهوري العراقي والمشاة العراقيين.
وبعد نحو 15 دقيقة من تبادل كثيف لإطلاق النار، توقفت الوحدات البرية الأمريكية قرب حرم كلية بابل المجتمعية، حيث تبادلت إطلاق النار بالأسلحة الصغيرة والمدفعية مع كتيبتي مشاة من الحرس الجمهوري المتمترستين، وبطاريتي مدفعية، بالإضافة إلى أنظمة دفاع جوي كثيفة. وعلى مدى خمس ساعات، خاضت قوات التحالف قتالًا عن قرب، وكان القتال شديدًا لدرجة أن دبابات M1 أبرامز الأمريكية لم تستطع خفض مدافعها بما يكفي لاستهداف الجنود العراقيين. وخلال الاشتباكات، نفذت مروحيات أباتشي – معظمها تابعة لقوات الجو الأمريكية، وبعضها تابع للقوات الجوية الملكية البريطانية – العديد من الهجمات على الدفاعات العراقية حتى نفدت ذخيرتها وكادت تنفد من الوقود. عادت ثماني مروحيات إلى قواعدها وهي متضررة، وأفادت التقارير بأن فرق الإصلاح كانت تزيل قذائف آر بي جي (توضيح) غير منفجرة من هياكل المروحيات. وقد أصيب العديد من الطيارين، بينهم طيار أصيب بجروح خطيرة وحصل لاحقًا على وسام القلب الأرجواني تقديراً لإصابته في المعركة.
وفي الساعة 17:30 بتوقيت AST، أصدر العقيد الأمريكي جوزيف أندرسون الأمر بانسحاب قوات التحالف. قُتل جندي أمريكي واحد خلال المعركة، لكن خسائر العراقيين كانت فادحة، حيث قُتل أو جُرح أكثر من 1,200 جندي، وتم تدمير كتيبة مشاة من الحرس الجمهوري، وسرية مدرعة، وبطاريتين للمدفعية الميدانية، وبطارية مضادة للطائرات.
وبعد الانسحاب، شنت الطائرات التابعة للتحالف هجومًا على الدفاعات المتبقية في الحلة. أُسقط عدد كبير من القنابل العنقودية، ما تسبب في وقوع ضحايا عسكريين ومدنيين. وبعد القصف، تقدمت قوات التحالف إلى داخل الحلة وسيطرت على المدينة بحلول نهاية 1 أبريل، مع مقاومة متفرقة فقط. ومع سقوط الحلة، أصبح الطريق مفتوحًا أمام قوات التحالف للتقدم نحو معركة النجف (2003).

## ما بعد المعركة
استمرت جيوب صغيرة من المقاومة، معظمها من غير النظاميين العراقيين، بالصمود في الحلة حتى 11 أبريل، لكن معظم المقاومة العسكرية العراقية في المدينة كانت قد أُبيدت، ولم يعد الحرس الجمهوري يشكل تهديدًا خطيرًا لقوات التحالف.